# Оскар Сверріссон
Заголовок цієї статті — це ісландське ім'я, де Оскар — особове ім'я, а Сверріссон — ім'я по батькові. 
Оскар Сверріссон (ісл. Oskar Sverrisson, нар. 26 листопада 1992, Гербю, Швеція) — ісландський футболіст, центральний захисник шведського клубу «Геккен» та національної збірної Ісландії.

## Клубна кар'єра
Оскар Сверріссон народився у містечку Гербю у Швеції. Футболом починав займатися у місцевому клубі аматорського рівня. У 2012 році він дебютував на професійному рівні у клубі Третього дивізіону «Лунд». Після цього Оскар захищав кольори «Далькурда» та «Ландскруни», що грають у Другому дивізіоні.
У 2017 році футболіста запросив до свого складу клуб «М'єльбю», разом з яким Сверріссон виграв турнір у Третьому дивізіоні.
У грудні 2018 року Оскар підписав контракт на один рік з опцією продовження терміну ще на три з клубом Аллсвенскан «Геккен». У травні 2019 року Сверріссон дебютував у турнірі Аллсвенскан. А в червні «Геккен» скористався опцією і продовжив контракт з захисником ще на три роки.

## Збірна
Оскар Сверріссон народився у Швеції але його батько ісландець за походженням. Тому Оскар прийняв запрошення від ісландської федерації і в січні 2020 року у товариському матчі проти команди Сальвадору дебютував у складі національної збірної Ісландії.